# 25. pehotni polk (Italija)
25. pehotni polk Bergamo je bil pehotni polk Kraljeve italijanske kopenske vojske.

## Zgodovina
Med prvo svetovno vojno je bil polk nastanjen na soški fronti, medtem ko je bil polk med drugo svetovno vojno nastanjen v Jugoslaviji.